# Jochen Sachse
Jochen Sachse (* 2. října 1948, Frankenberg, Sasko) je bývalý východoněmecký atlet, jehož specializací byl hod kladivem.
V roce 1969 skončil na mistrovství Evropy v Athénách na pátém místě. O rok později získal zlatou medaili na světové letní univerziádě v Turíně. Na evropském šampionátu 1971 v Helsinkách obsadil ve finále sedmé místo výkonem 69,74 m. Na letních olympijských hrách v tehdy západoněmeckém Mnichově získal stříbrnou medaili. V poslední sérii poslal kladivo do vzdálenosti 74,96 m a prohrál jen se sovětským kladivářem Anatolijem Bondarčukem, který zvítězil za výkon 75,50 m. 
V roce 1974 vybojoval stříbro také na mistrovství Evropy v Římě. O dva roky později na letní olympiádě v kanadském Montrealu obsadil ve finále šesté místo (74,30 m). Na mistrovství Evropy 1978 v Praze skončil devátý. Jeho osobní rekord z roku 1977 má hodnotu 76,44 m.